# Nicolás Soria González
Nicolás Soria González (Avilés, Asturias, 12 de agosto de 1882 – Oviedo, 28 de agosto de 1933) fue un pintor realista español.
Nacido en el barrio de la Ferrería de Avilés (Asturias) en el seno de una familia de pintores iniciada por su abuelo, Nicolás. Su padre, Policarpo Soria Álvarez y sus hermanos Jesús, Florentino y Manuel también fueron pintores. Siendo el segundo de los hermanos, se inició en los principios de la pintura con su padre y posteriormente en la Escuela de Artes y Oficios de Avilés. Más adelante, en 1899 se traslada a Madrid junto a su hermano Jesús para formarse en la Escuela Especial de Pintura, Escultura y Grabado, discípulo de Luis Menéndez Pidal, Muñoz Degraín, Alejo Vera y Moreno Carbonero.
A partir de 1906 combinó la pintura con la docencia artística. Aprobó las oposiciones al cuerpo de profesores de Enseñanza Media y fue destinado como catedrático de Dibujo al Instituto de Murcia, hasta que en 1912 logró el traslado al de Oviedo, donde finalmente se instaló. Algunos críticos señalarán que esa dedicación a la docencia va a impedirle la adaptación de su pintura a las nuevas maneras que ya empezaban a aflorar, cierto que tímidamente, en algunos de sus contemporáneos.
Asiduo participante de las Exposiciones Nacionales de Bellas Artes desde 1901, obtuvo tres menciones honoríficas en 1904, 1906 y 1908, una medalla de tercera clase en 1920 por la obra Los nuevos esposos, y una medalla de segunda clase en 1926 por La Galerna. También participaría en la Exposición Internacional de Barcelona de 1929. Fue uno de los miembros fundadores del Centro de Estudios Asturianos creado en 1920, y académico correspondiente de la Real Academia de Bellas Artes de San Fernando a partir de 1928.
Ubicado dentro del movimiento realista, su producción se centra en el cuadro de género y el retrato, aunque también practicó el bodegón y el paisajismo, con cierta influencia de la obra de Nicanor Piñole. Algunas de sus obras, como La Huelga (1924), se aproximan a la temática social, pero sin incidir en una verdadera crítica, lo que le acerca al naturalismo social. Falleció en Oviedo en 1933.